# BANDI-60
BANDI-60은 대한민국이 개발한 해양부유식 가압경수로 노형으로 열출력 200MWt, 전기출력 60MWe급 가압경수로이다.
- 대한민국, 열출력 200 MWt